# Уништавање културног наслеђа од стране Исламске државе
Намерно уништавање и крађу културне баштине Исламска држава спроводи од 2014. године у Ираку, Сирији и у мањој мери у Либији. Уништавање је усмерено на различите верске објекте који су били под контролом ИД и древне историјске артефакте. У Ираку, између пада Мосула у јуну 2014. и фебруара 2015, ИД је опљачкала и уништила најмање 28 историјских верских објеката. Вредни предмети из неких зграда су опљачкани како би се прокријумчарили и продали странцима са циљем прибављања средстава за финансирање Исламске државе.

## Разлози
ИД (ИСИС или ИСИЛ) правда уништавање културне баштине салафизмом, који, према његовим следбеницима, придаје „велики значај успостављању тевхида (монотеизма)“ и „елиминисању ширка (политеизма)“. На овај начин ИД је представила идеолошку подлогу за уништавање историјског и културног наслеђа. ИД сматра своје поступке на локацијама попут Палмире и Нимруда у складу са сунитском исламском традицијом.
Осим идеолошких аспеката уништавања, постоје и други, практични, разлози за уништавања историјских места од стране ИД. Уништавањем културне баштине привлачи се медијска пажња, узимајући у обзир обимно извештавање и међународну осуду која долази након тога. Уништавање културне баштине омогућава ИД да избрише трагове претходних цивилизација и почне изнова, и да  истовремено пружи платформу групи да успостави сопствени идентитет и остави свој траг у историји. Упркос сликама које показују екстремна разарања, ИД користи опљачкане антиквитете за финансирање својих активности. Упркос забрани УН за трговину артефактима опљачканим из Сирије од 2011, група је кријумчарила ове артефакте са Блиског истока на црно тржиште антиквитета  Европе и Северне Америке.

## Уништено наслеђе

### Џамије и светиње
2014 године медији су известили о уништавању више верских објеката који припадају Сунима и Шиа Муслиманима у областима које је заузела ИД. Међу њима су били гробница Ибн ал-Атхира, џамија Имама Абаса у Мосулу, џамија шеика Џавад Ал-Садик, гробница Сејида Ар-Мамута Баба, џамија Кадо, џамија мученика, храм Саад Ибн Акила у Тал Афару Суфизам, Светиште Ахмеда ал-Рифаија и светилиште шеика Ибрахима у округу Махлабија.
У Мосулу, ИД је такође гађала неколико гробница на којима су подигнута светилишта. У јулу 2014, ИД је експлозивом уништила једну од гробница пророка Данијела (такође у Мосулу). 24. јула 2014. експлозивом је уништена и гробница и џамија пророка Јоне. 25. јула 2014, ИД је уништила светилиште имама Авна ал-Дина из 13. века у Мосулу, једну од ретких грађевина које су преживеле монголску инвазију из 13. века . Уништавање је углавном вршено експлозивом, али су у неким случајевима коришћени и булдожери. 27. јула 2014, ИД је уништио гробницу пророка Јирџиса (Џорџа).
Дана 24. септембра 2014, дигнута је у ваздух џамија Ал-Арба'еен у Тикриту, која садржи четрдесет гробница из Омаровог доба. У згради су се налазила два светилишта, једно посвећено Сит Нафиси, а друго Амр ибн Јундаб ал-Гхафари.
Дана 26. фебруара 2015, ИД је дигла у ваздух Зелену џамију из 12. века у центру Мосула.
У марту 2015. ИД је булдожером срушила џамију Хаму Ал-Каду у Мосулу, која датира из 1880. године. У џамији Хаму-Ал-Каду налазила се ранија гробница Ала-ал-дина Ибн Абдул Кадира Гиланија . Исте године ИД је наредила уклањање свих декоративних елемената и фресака са џамија у Мосулу, чак и оних које садрже кур'анске стихове који спомињу Алаха. ИД их је описала као "погрешан облик креативности, који је у супротности са основама шеријата ". Најмање један имам у Мосулу који се противио том наређењу је убијен.
2016. ИД је уништила Анахов Минарет у провинцији Ал Анбар, који датира из времена Абасидског калифата . Минарет је обновљена 2013. након што ју је уништио непознати починилац током грађанског рата у Ираку 2006.
2017. ИД је уништила Велику џамију ал-Нури и нагнути минарет џамије. Ово је била џамија у којој је вођа ИСИЛ-а Абу Бакр ал-Багдади три године раније прогласио успостављање калифата Исламске државе .

### Цркве и манастири
У јуну 2014. објављено је да су ћелије ИСИЛ-а добили инструкције да униште све цркве у Мосулу. Од тада је већина цркава у граду уништена.
- Црква Богородице је уништена са неколико импровизованих експлозивних направа у јулу 2014.[19]
- Даир Мар Елиа (Манастир Светог Илије), најстарији манастир у Ираку, срушен је у августу или септембру 2014. Уништење је остало непријављено до јануара 2016.[20][21]
- Црква Ал-Тахера, подигнута почетком 20. века, вероватно је дигнута у ваздух почетком фебруара 2015. године [1] Међутим, нема доказа да је црква заиста уништена.[22]
- Црква Светог Маркоурка, калдејска католичка црква из 10. века, уништена је 9. марта 2015, према званичнику ирачке владе Дуреид Хикмат Тобија. Срушено је и оближње гробље.[23]
- Друга црква, која је наводно била стара "хиљадама година", дигнута је у ваздух у јулу 2015. године. Према курдским изворима, четворо деце је нехотице убијено када је црква уништена.[24]
- Црква Са'а Кадима, која је подигнута 1872. године, дигнута је у ваздух у априлу 2016.[25]

ИСИС је срушио бројне друге цркве у Ираку и Сирији. Меморијалну цркву геноцида над Јерменима у Деир ез-Зору, Сирија, ИСИС је дигао у ваздух 21. септембра 2014.
Дана 24. септембра 2014. импровизованим експлозивним направама ИСИС је уништио Зелену цркву из 7. века (познату и као Црква Свете Ахоадама) која припада Асирској цркви Истока у Тикриту .
Манастир Мар Бехнам у Кидр Иласу близу Бакхдиде у Ираку је уништен у марту 2015.
Дана 4. маја 2015. је пријављено да је ИСИС уништио асирску хришћанску цркву Девице Марије на Ускршњу недељу (5. априла) у сиријском граду Тел Насри. „Док су 'заједничке снаге' курдских народних заштитних јединица и локалних асирских бораца покушале да уђу у град", ИСИС је детонирао експлозив уништавајући оно што је остало од цркве. ИСИС је контролисао цркву од 7. марта 2015.
ИСИЛ је 21. августа 2015. уништио историјски манастир Светог Илије у близини Ал-Каријатајна у провинцији Хомс.

### Древни и средњовековни локалитети
У мају 2014. припадници ИСИС-а разбили су 3.000 година стару неоасиријску статуу из Тел Ајаје. Каснији извештаји су показали да је преко 40% артефаката у Тел Ајаји (Садикани) опљачкано од стране ИСИСа.
ИСИС је разнео делове цитаделе Тал Афар у децембру 2014, наневши ненадокнадиву штету.
У јануару 2015, ИСИС је наводно уништио велике делове зида Ниниве у четврти ал-Тахрир у Мосулу. Даљи делови зидова, укључујући Машку и Адад капију, минирани су у априлу 2016.
У сиријском граду Рака, ИСИС је јавно наредио рушење булдожером колосалне древне асирске скулптуре лава на капији из 8. века пре нове ере. Такође је уништена још једна статуа лава. Обе статуе потичу са археолошког налазишта Арслан Таш . Уништење је објављено у часопису ИСИС, Дабик . Међу уништеним статуама су статуе Муле Османа ал-Мавслија, жене која носи урну и Абу Тамама .
Дана 26. фебруара 2015. ИСИС је објавио видео који приказује уништавање разних древних артефаката у музеју у Мосулу. Уништени артефакти потичу из асирског доба и из древног града Хатра . На снимку се јасно види уништавање чекићем гранитне ламасу статуе са десне стране Нергал капије. За неколико других оштећених предмета у музеју се тврдило да су копије, али је то касније оповргао ирачки министар културе Адел Шаршаб који је рекао: „Музеј у Мосулу је имао много древних артефаката, великих и малих. Ниједан од њих није превезен у Национални музеј Ирака у Багдаду. Дакле, сви артефакти уништени у Мосулу су оригинални осим четири комада која су направљена од гипса “.
Дана 5. марта 2015, ИСИЦ је наводно започео рушење Нимруда, асирског града из 13. века пре нове ере. Палата у Нимруду је срушена булдожером, док су статуе ламасуа на капијама палате Ашурнасирпал II разбијене. Видео који приказује уништење Нимруда објављен је у априлу 2015. У време када су владине снаге поново заузеле град, 90% ископане зоне Нимруда, укључујући палату Ашурнасирпал II, зигурат и његове Ламасу статуе, било је потпуно уништено. Од уништења града, пројекат спасавања Нимруд, који финансира Смитсонијан, радио је две сезоне на локацији како би обучио ирачке археологе и заштитио и конзервирао остатке. До сада је пројекат углавном био успешан у документовању и прикупљању преосталих артефаката и рељефа; у току су и планови за реконструкцију.
Курдски извори су 7. марта 2015. известили да је ИСИС започео уништавање Хатре  булдожером. Хатра е била под претњом рушења након што је ИСИС заузео суседно подручје. Следећег дана ИСИС је напао курдске снаге Пешмерга у Дур-Шарукину, рекао је курдски званичник из Мосула, Саид Мамузини. На том месту прокопан је само један пљачкашки тунел.
Дана 8. априла 2015. ирачко министарство туризма је известило да је ИСИС уништио остатке замка Баш Тапија из 12. века у Мосулу. Почетком јула 2015. године, 20% од 10.000 ирачких археолошких налазишта било је под контролом ИСИСа.
2015. лице Крилатог бика из Ниниве је оштећено.

#### Палмира
Након заузимања Палмире у Сирији, пријављено је да ИСИС нема намеру да руши ову светску баштину (иако још увек намерава да уништи све статуе које се сматрају „политеистичким“). 27. маја 2015, ИСИС је објавио 87-секундни видео који приказује делове наизглед неоштећених древних колонада, Беловог храма и римског позоришта. Међутим, 27. јуна 2015. ИСИС је срушио древну статуу Лава из Ал-лата у Палмири. (Од тада је рестаурирана и налази се у музеју у Дамаску док се не утврди да се статуа може безбедно вратити у Палмиру. ) Неколико других статуа из Палмире, наводно заплењених од кријумчара, такође је уништио ИСИС. 23. августа 2015. објављено је да је ИСИС разнео Баалшаминов храм из 1. века. 30. августа 2015. ИСИС је срушио Белов храм експлозивом. Сателитски снимци локације снимљени убрзо након тога показали су да готово ништа није остало.
Према извештају који је 3. септембра 2015. објавила иницијатива АСОР Сиријско наслеђе, ИСИС је такође уништио седам древних гробница у Палмири од краја јуна у две фазе. Последња фаза разарања догодила се између 27. августа и 2. септембра 2015, укључујући уништење куле Елахбел из 2. века нове ере, која се назива „најистакнутијим примером посебних погребних споменика у Палмири“. Раније су уништене и древне гробнице Иамлику и Атенатен. У октобру је разорен и Монументални лук .
Када су снаге сиријске владе поново заузеле Палмиру у марту 2016, борци ИСИС-а који су се повлачили разнели су делове замка Палмира из 13. века, наневши велику штету.
ИСИС је наставио пљачку и рушење партског / римског града Дура-Еуропос започето од стране пљачкаша током грађанског рата у Сирији. Под надимком „Помпеја пустиње“, град је био од посебног археолошког значаја.
Дана 1. јануара 2019. сиријске власти успеле су да поврате две погребне бисте из римског доба прокријумчарене из Палмире са напуштене локације ИСИС-а у селу Ал-Сукхнах .

#### Хатра
Хатра ( арап. الحضر     ) је била древни град у провинцији Нинива, регон Ал Џазира у Ираку. Велики утврђени град и главни град првог арапског краљевства. Хатра је одолела инвазији Римљана 116. и 198. године нове ере захваљујући високим, дебелим зидовима ојачаним кулама. Око 240. године пре нове ере, град је пао под власт Шапура Првог (владао око 240–272), владара персијске династије Сасаниана, и био је уништен. Остаци града, посебно храмови у којима се хеленистичка и римска архитектура стапају са источњачким декоративним обележјима, сведоче о величини ове цивилизације. Град се налази 290 км (180 миља) северозападно од Багдада и 110 км (68 миља) југозападно од Мосула.
Дана 7. марта 2015, различити извори, укључујући ирачке званичнике, известили су да је ИСИС почео са уништавањем  Хатре. Видео који је ИСИС објавио у априлу исте године ппиказује уништавање споменика. Древни град су поново заузеле Народне мобилизационе снаге 26. априла 2017. Иако је већина Хатриних храмова била релативно неповређена, њихове унутрашње свете списе и уметност су разбиле и опљачкале снаге ИСИС-а.

### Библиотеке
ИСИС је спалио или украо збирке књига и докумената са разних локација, укључујући Централну библиотеку у Мосулу (коју су разнели експлозивом); библиотеку Универзитета у Мосулу ; сунитска муслиманску библиотеку; 265 година стару латинску цркву и манастир доминиканаца; библиотеку музеја у Мосулу. Нека уништена или украдена дела датирају до 5000. године пре нове ере и укључују „ирачке новине из раног 20. века, мапе и књиге из Отоманског царства, и збирке књига које су дониране од стране око 100 мосулских породица“. Циљ је био уништење свих неисламских књига.

## Одговор
Дана 22. септембра 2014. године, државни секретар Сједињених Америчких Држава Џон Кери објавио је да је Стејт департмент у сарадњи са Америчким школама за истраживање оријента и иницијативама културног наслеђа „свеобухватно документовао стање и претње по објекте културног наслеђа у Ираку и Сирији да процени њихову будућу рестаурацију, очување и заштиту“. Комитет Унеска за заштиту културних добара у случају оружаног сукоба је 2014. на Деветом састанку осудио „поновљене и намерне нападе на културна добра... посебно у Сиријској Арапској Републици и Републици Ирак“. Генерална директорка Унеска Ирина Бокова назвала је разарања у Мосулу кршењем Резолуције 2199 Савета безбедности Уједињених нација , а уништење Нимруда ратним злочином.
Бивши премијер Ирака Нури ал-Малики је известио да је локални парламентарни одбор за туризам и антиквитете „поднео притужбе УН-у да осуди све злочине и злоупотребе ИСИС-а, укључујући и оне које се тичу на древних и светих места“. 28. маја 2015. године, Генерална скупштина Уједињених нација једногласно је усвојила резолуцију, коју су предложили Немачка и Ирак, и коју је подржала 91 држава чланица УН, у којој се наводи да уништавање културног наслеђа од стране ИСИС-а може представљати ратни злочин и позива на међународне мере за заустављање таквих дела, коју је описала као „ратну тактику”.
Након разарања храма у Палмири у августу 2015. године, Институт за дигиталну археологију (ИДА) објавио је планове за успостављање дигиталне евиденције историјских локалитета и артефаката који су угрожени због напредовања ИСИСа. Било је планирано да у циљу остварења ове замисли ИДА у сарадњи са Унеском додели 5,000 3Д камера партнерима на Блиском истоку. Замишљено је да камере забележе 3Д локације рушевина.
Генерални директор Чешког националног музеја Михал Лукеш потписао је споразум у јуну 2017. којим се ова институција обавезује да помогне Сирији да спасе, сачува и очува велики део свог културног и историјског наслеђа оштећеног ратом, укључујући древно место Палмиру; састао се са Маамоуном Абдулкаримом и разговарао о плановима за радове за које је било планирано да се заврше 2019. године.
У јуну 2017, Светски фонд за споменике (ВМФ) најавио је покретање пројекта вредног 500.000 фунти за обуку сиријских избеглица у близини сиријско-јорданске границе у традиционалном зидању камена. Циљ пројекта је да обучи Сиријске избеглице  вештинама неопходним за обнаву објеката културног наслеђа који су оштећени или уништени током грађанског рата у Сирији када се поново успостави мир у тој земљи.
Мање рестаурације су већ почеле: палмирске погребне бисте преминулог мушкарца и жене, оштећене и осакаћене од стране ИСИС-а, однете су из Палмире у Бејрут, а затим у Рим. Италијански стручњаци су рестаурирали портрете користећи 3Д технологију за штампање протетика од смоле, који су премазани дебелим слојем камене прашине да би се стопили са оригиналним каменом; протетика је јаким магнетима причвршћена за оштећена лица биста. Рестаурирани делови су сада поново у Сирији. Абдулкарим је рекао да је рестаурација биста "први прави, видљиви позитивни корак који је међународна заједница предузела да заштити сиријско наслеђе".
Програм Награде за правду нуди награду до 5 милиона долара за информације које би довеле до лица која продају и/или тргују  антиквитетима брибављеним од ИСИСа 